# Dendropanax cordifolius
Dendropanax cordifolius är en araliaväxtart som beskrevs av Britton. Dendropanax cordifolius ingår i släktet Dendropanax och familjen Araliaceae. Inga underarter finns listade.